# П'яджине
П'яджине (італ. Piaggine, сиц. Chiaine) — муніципалітет в Італії, у регіоні Кампанія, провінція Салерно.
П'яджине розташовані на відстані близько 300 км на південний схід від Рима, 110 км на південний схід від Неаполя, 65 км на південний схід від Салерно.
Населення — 1347 осіб (2014).

## Демографія
Населення за роками:

Станом на 1 січня 2023 року в муніципалітеті офіційно проживало 27 іноземців з 10 країн, серед них 13 громадян країн Євросоюзу.

## Сусідні муніципалітети
- Лаурино
- Монте-Сан-Джакомо
- Сакко
- Санца
- Теджано
- Валле-делл'Анджело